# Руки вверх! (фильм)
«Руки вверх!» — советская детская приключенческая кинокомедия 1981 года по мотивам повести Льва Давыдычева «Руки вверх! или Враг № 1».
Фильм снимался в 1980 году в городе Лиепая Латвийской ССР, где была военно-морская база советских подводных лодок. В свободное от киносъёмок время артисты посещали моряков-подводников.

## Описание сюжета
Злодей полковник Шито-Крыто руководит некой военно-шпионской организацией. Ему хочется воевать, но он понимает, что это очень опасно. В связи с этим он предлагает новый вариант войны: без стрельбы, без пушек, танков и самолётов. Оружием в новой войне должен стать препарат «балдин», который превращает людей в лентяев, проходимцев и тунеядцев. Его агенты начинают операцию «Братцы-тунеядцы», в ходе которой они должны незаметно опробовать препарат на ничего не подозревающих детях и проследить за реакцией. Однако при этом возникают непредвиденные ситуации: лучший агент дезертирует, а одна из доз препарата случайно воздействует не на того человека, которому предназначалась. Полковник посылает на задание ещё одного специально подготовленного агента по кличке «Стрекоза» для спасения операции, но это не помогает. Планы злодея оказываются сорваны.

## В главных ролях
- Рамаз Чхиквадзе — Шито-Крыто, полковник (озвучивает Юрий Волынцев)
- Ирина Муравьёва — Марья Михайловна Егорова, учительница
- Георгий Вицин — Фонди-Монди-Дунди-Пек, агент Рекс-000
- Татьяна Пельтцер — бабушка Наталья Николаевна
- Женя Григорьева — агент «Стрекоза»
- Дима Попов — «Сан-Саныч» (Саша Горшков)
- Федя Стуков — Толя Глотов
- Стасик Яворский — Димка «Жмот»
- Алёша Орешкин — Петя «Атас»
- Миша Косорецкий — Серёжа «Вялый»
- Володя Лакштанов — Вадим Сидоров

### В ролях
- Вадим Александров — «Мяу», агент
- Валентин Букин — «Бугемот», агент
- Валерий Лысенков — «Канареечка», агент
- Алексей Панькин — Лахит, офицер
- Валентин Белоусов — Фон-Гадке (озвучивает Игорь Ясулович)
- Аркадий Шалолашвили — надзиратель в лагере